# European Institute for Advanced Studies in Management
European Institute for Advanced Studies in Management (EIASM) är ett vetenskapligt nätverk  med huvudkontor i Bryssel. 

## Historia
EIASM bildades 1971 med stöd från Ford Foundation. Bland de första medlemmarna märks Igor Ansoff, Göran Bergendahl, Lars-Gunnar Mattsson, Bertil Näslund och Bengt Stymne.
Institutet är ett av världens mest prestigefyllda vetenskapliga samarbetsorganisationer med inriktning mot ekonomi. Cirka 45 000 forskare världen över är medlemmar. EIASM:s akademiska råd etablerades 1995, mer än 90 universitet, högskolor och institut från 25 europeiska länder deltar. VD för EIASM är Paul Coughlan (Trinity College, Dublin), vice ordförande är Pierre Batteau (University of Aix-Marseille), Christer Karlsson (Copenhagen Business School) och Borge Obel (Aarhus School of Business). Vetenskaplig ledare är Joan Enric Ricart (Universitetet i Navarra, IESE). Från 1973 till 1988 genomfördes mer än 800 doktorandstudier vid EISAM. 1988 inrättades forskarutbildningen EDEN (EIASM Doctoral Education Network). Cirka 3 000 doktorander var inskrivna vid EDEN 1988-2008.

## Svenska medlemmar
- Handelshögskolan i Stockholm